# Belforte del Chienti
Belforte del Chienti è un comune italiano di 1 847 abitanti della provincia di Macerata nelle Marche.

## Geografia fisica
Belforte del Chienti è un piccolo comune a metà strada tra la montagna e il mare, nella parte centro-meridionale della regione Marche.
Esso si trova a 347 m s.l.m., in cima ad un'altura che domina a sud la vallata del fiume Chienti e dista 27 chilometri in direzione sud-ovest rispetto al capoluogo di provincia.

## Storia
Il nome del paese deriva dalla felice posizione geografica ed indica appunto un "Bel Forte" o "bella fortezza".
Il castello costruito nel XII secolo fece parte subito della giurisdizione di Camerino fino al 1255 quando si allea con Tolentino per consegnarsi a quest'ultima città nel 1256. Il passaggio ufficiale a Tolentino avviene sotto Enrico II Ventimiglia nel 1260.
Nel 1435 Belforte viene annesso ai domini che già presentava in zona Francesco Sforza.
Successivamente la storia di Belforte del Chienti entra a far parte di quella dello Stato Pontificio prima e del nuovo stato italiano poi.

## Monumenti e luoghi d'interesse

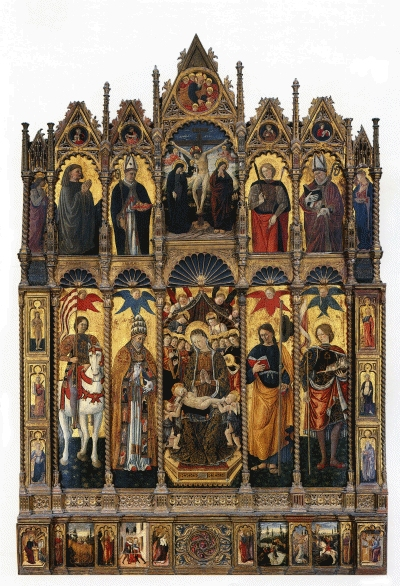
Polittico nella chiesa di Sant'Eustachio a Belforte del Chienti

Tra i monumenti presenti nel paese abbiamo le mura castellane, che risalgono al XIV secolo e sono state in parte ricostruite a levante nel Settecento e ulteriormente restaurate nel secolo scorso.
La Chiesa di Sant'Eustachio con a fianco un campanile dalla particolare forma a cono, è documentata già dal 1218, ma le sue forme attuali sono frutto della ristrutturazione avvenuta dopo il terremoto del 1741.
All'interno della chiesa si trova un polittico (4,83 x 3,23 m.) del 1468 che porta la firma di Giovanni Boccati, una statua lignea cinquecentesca di San Sebastiano (un tempo nella chiesa omonima), due tele cinquecentesche, una delle quali firmata e datata da Durante Nobili da Caldarola, amico e seguace di Lorenzo Lotto, raffigurante la Madonna col Bambino, sant'Andrea e san Girolamo da Fermo.
Sono presenti poi altre chiese come quella di San Sebastiano eretta dalla Comunità a protezione della peste nel 1479, la chiesa di San Giovanni, che conserva dei dipinti attribuiti a Giovanni Andrea De Magistris e l'abbazia dei padri silvestrini, costruita nel Seicento, nella quale si trova una croce bizantina di rame.
Altro importante monumento è Casa Bonfranceschi, un interessante esempio di architettura di palazzo nobiliare. L'esistenza di questo edificio è rintracciabile negli atti dell'Archivio di Stato di Macerata a partire dal 1803, ma la sua realizzazione si può senz'altro collocare a cavallo tra il XVII e il XVIII secolo sia per la sua caratteristica struttura esterna sia per l'ampia e panoramica scalinata che dall'atrio porta al piano nobile. L'edificio si sviluppa su tre piani; al primo piano si apre un'ampia sala con soffitto a cassettoni e l'adiacente cappellina abbellita da stucchi. Il palazzo è di proprietà del Comune di Belforte del Chienti, che lo ha sottoposto a interventi di restauro terminati nel 2003.

## Società

### Evoluzione demografica
Abitanti censiti

## Economia

### Artigianato
Tra le attività economiche più tradizionali, diffuse e attive vi sono quelle artigianali, come la lavorazione della pelletteria.

### Industria
Sono presenti nel territorio diverse industrie, oltre a quelle artigianali, che hanno anche rilevanza a livello internazionale; un esempio può essere la "Simonelli Group S.p.A", azienda che si occupa della produzione di macchine per il caffè espresso portando avanti sia il marchio Nuova Simonelli sia il marchio Victoria Arduino, acquisito quest ultimo nel 2001.
Hanno sede sempre a Belforte anche la "FBR sedie per industrie" e la "Polimer Processors", produttrice di coloranti per materie plastiche.

## Infrastrutture

### Strade
Il principale collegamento e la superstrada SS 77 (collegamento est-ovest da Civitanova Marche a Foligno) ed ha lo svincolo "Belforte del Chienti" che permette direttamente di raggiungere la cittadina.

## Amministrazione
| Periodo        | Periodo        | Primo cittadino  | Partito                    | Carica  | Note  |
| -------------- | -------------- | ---------------- | -------------------------- | ------- | ----- |
| 22 aprile 1987 | 8 giugno 1990  | Maurizio Pieroni | Partito Comunista Italiano | Sindaco | [ 8 ] |
| 8 giugno 1990  | 24 aprile 1995 | Maurizio Pieroni | Partito Comunista Italiano | Sindaco | [ 8 ] |
| 24 aprile 1995 | 14 giugno 1999 | Maurizio Pieroni | Sinistra                   | Sindaco | [ 8 ] |
| 14 giugno 1999 | 14 giugno 2004 | Ivan Losego      | Lista civica               | Sindaco | [ 8 ] |
| 14 giugno 2004 | 8 giugno 2009  | Dino Catalini    | Lista civica               | Sindaco | [ 8 ] |
| 8 giugno 2009  | 26 maggio 2014 | Dino Catalini    | Lista civica               | Sindaco | [ 8 ] |
| 26 maggio 2014 | 27 maggio 2019 | Roberto Paoloni  | Partito Democratico        | Sindaco | [ 8 ] |
| 27 maggio 2019 | 9 maggio 2024  | Alessio Vita     | Obiettivo comune           | Sindaco | [ 8 ] |
| 10 maggio 2024 | in carica      | Alessio Vita     | Obiettivo comune           | Sindaco | [ 8 ] |

## Sport

### Calcio
La squadra di calcio Belfortese R.Salvatori nata nel 1970 milita nella Seconda Categoria marchigiana.

### Tiro con l'arco
Belforte del Chienti vanta la presenza di due squadre di tiro con l'arco: Arcieri Del Medio Chienti e Arcieri Storici Turma Lyncis.
Arcieri Del Medio Chienti
Gli Arcieri Del Medio Chienti iniziano la propria attività nel 1998 con l'affiliazione alla federazione F.I.T.ARCO portando avanti le discipline dell'Arco Nudo, Arco Olimpico e Arco Compound.
Dalla sua nascita ad oggi, questo TEAM, non solo ha ottenuto vittorie e riconoscimenti che lo ha portato ad occupare il quarto posto del ranking nazionale, ma ha accompagnato alcuni dei suoi atleti ad indossare la maglia della nazionale in giro per il mondo.
Arcieri Storici Turma Lyncis
Gli Arcieri Storici Turma Lyncis fanno parte del gruppo Fitast e promuovono le discipline dell'Arco Storico e Arco Tradizionale.
Oltre ad essere protagonisti di molte rievocazioni storiche, questa squadra prende parte a moltissime competizioni di carattere locale e nazionale portando a casa vittorie da molte città italiane.

### Ciclismo e motociclismo
Belfort Riders
L’associazione Belfort Riders, fondata nel 2019 da motociclisti amatoriali ed ex professionisti di fama nazionale e internazionale, promuove la pratica motociclistica organizzando e prendendo parte a manifestazioni e competizioni su tutti i livelli ottenendo ottimi risultati. L’associazione oltre a l’aspetto competitivo svolge anche attività didattiche e di formazione orientate all’avvicinamento e al perfezionamento delle varie discipline.
L’associazione Belfort Riders, attraverso il suo gruppo dedicato esclusivamente alla pratica ciclistica, organizza tour nei sentieri di tutto l’entroterra e cura e gestisce il PUMP TRACK BEFORTRIDERS, una bike area formata da una pump track e una linea salti dove il gruppo organizza competizioni e corsi per bambini ed adulti.